# Метастаз
Метаста́з (др.-греч. μετάστασις «перемещение») — отдалённый вторичный очаг патологического процесса, возникший при перемещении вызывающего его начала (опухолевых клеток, микроорганизмов) из первичного очага болезни через ткани организма. Перемещение может осуществляться через кровеносные (гематогенные метастазы) или лимфатические сосуды (лимфогенные метастазы), либо внутри полостей тела (имплантационные метастазы — например, в брюшной или грудной полости). Процесс образования метастазов называется метастазированием.
В большинстве случаев это понятие применяется к злокачественным новообразованиям, однако может изредка использоваться и для других процессов, например гнойного воспаления при сепсисе.
Важную роль в образовании и распространении метастазов, помимо раковых стволовых клеток, играет и их микроокружение — так называемая ниша стволовой клетки.

## Типичные места метастазирования
Чаще всего метастазы обнаруживаются в лимфатических узлах, печени, лёгких, реже — в мышце сердца, скелетных мышцах, коже, селезёнке, поджелудочной железе. Промежуточное место по частоте обнаружения метастазов при различных видах рака занимают центральная нервная система, кости, почки, надпочечники.
| Вид рака                      | Типичные места метастазирования                    |
| ----------------------------- | -------------------------------------------------- |
| Рак молочной железы           | Лёгкие, печень, кости                              |
| Рак яичников                  | Брюшина, печень, лёгкие                            |
| Рак желудка                   | Печень, брюшина, лёгкие                            |
| Рак кишечника (толстой кишки) | Печень, брюшина, лёгкие                            |
| Рак прямой кишки              | Печень, лёгкие, надпочечники                       |
| Рак предстательной железы     | Кости, лёгкие, печень                              |
| Рак тела матки                | Печень, лёгкие, брюшина                            |
| Рак почки                     | Лёгкие, печень, кости                              |
| Рак лёгкого                   | Надпочечники, печень, второе лёгкое                |
| Меланома                      | Лёгкие, кожа/мышечные ткани, печень                |
| Рак поджелудочной железы      | Печень, лёгкие, брюшина                            |
| Рак щитовидной железы         | Лёгкие, печень, кости, центральная нервная система |

## Диагностика
Диагностика осуществляется при проведении плановых медицинских осмотров, диспансеризации онкобольных либо при проявлении симптомов поражения органа (например, боли). В некоторых случаях косвенным признаком развития метастазов могут служить онкомаркеры (к примеру, повышение уровня ПСА, СА 15-3, СА 19-9 и так далее). В целом же методы диагностики метастазов незначительно отличаются от методов диагностики первичного рака.
Наиболее характерные органы-мишени гематогенного метастазирования: печень, лёгкие, головной мозг, кости, подкожная жировая клетчатка.

## Лечение
Лечение метастазов является сложной проблемой. Вероятность успешного радикального лечения резко падает или полностью исключается при выявлении метастазирующих опухолей. При множественных метастазах приоритет в лечении обычно отдаётся системной лекарственной терапии (химиотерапия, гормонотерапия, иммунотерапия, таргетная терапия), за исключением случаев, угрожающих жизни пациента или сильно ухудшающих его качество жизни, когда может быть назначено оперативное или радиохирургическое лечение.
При единичных (солитарных) метастазах прогноз более благоприятный. В данном случае стараются использовать сочетание разных лечебных факторов: лекарственная терапия, хирургическое удаление, лучевая терапия. В ряде случаев заменой хирургического и/или лучевого воздействия может служить малоинвазивный метод радиохирургии, являющийся технологической вершиной лучевой терапии.